# Svenska Kennelklubben
Svenska Kennelklubben (SKK) er Sveriges nationale kennel klub og stambogsregister for hunde og blev stiftet i 1889 SKK er medlem af Fédération Cynologique Internationale (FCI) og Nordisk Kennelunion (NKU).